# Ратмор
Ратмор (англ. Rathmore; ирл. An Ráth Mhór) — деревня в Ирландии, находится в графстве Керри (провинция Манстер).
В её честь назван хаос Ратмор на спутнике Юпитера Европе.

## Демография
Население — 611 человек (по переписи 2006 года). В 2002 году население составляло 450 человек. 
Данные переписи 2006 года:
| Общие демографические показатели |               |                               |                               |      |      |
| Всё население                    | Всё население | Изменения населения 2002—2006 | Изменения населения 2002—2006 | 2006 | 2006 |
| 2002                             | 2006          | чел.                          | %                             | муж. | жен. |
| 450                              | 611           | 161                           | 35,8                          | 348  | 263  |